# Mary Ellen Mark
Mary Ellen Mark (n. 20 martie 1940 - d. 25 mai 2015) a fost o fotografă american cunoscut pentru fotojurnalism, fotografie documentară, portretistică și publicitate. Ea a fotografiat oameni care au fost "departe de societatea dominantă și spre franjurile sale mai interesante, de multe ori cu probleme".

## Biografie
Mark s-a născut și a crescut în Elkins Park, într-o suburbie din Philadelphia, Pennsylvania, iar prima sa fotografie a fost făcută cu un aparat Brownie la vârsta de 9 ani. 
În 1962 a primit un BFA (este gradul de licență pentru studenții din Statele Unite și Canada care doresc o educație profesională în artele vizuale sau artele spectacolului). 
După un timp a revenit pentru o diplomă de master în  fotojurnalism la școala Annenberg de la Universitatea din Pennsylvania. La un an distanță, Mark a primit o bursă pentru prima sa fotografie făcută în Turcia ( 1965) , din care a produs prima ei carte numită “Pașaport”( 1974). 
Marcu a devenit recunoscută pentru abordarea subiectelor dificile în fotografiile ei în timpul unei cariere ce se întinde de aproape cinci decenii. Accentul imaginilor ei au variat de-a lungul vieții sale și s-a mutat de la prostituate, copii ai străzii, dependenți de heroină și a vieții în instituțiile psihiatrice pentru capturarea celebrității, majorete și chiar membri ai Ku Klux Klan. (organizații extremiste care susțin superioritatea rasei albe). 
În 1983 ea a fotografiat prostituate de pe străzile din Seattle. A fotografiat mai târziu prostituate din India.

Acesta a fost cazul cu familia Damm (1987), care trăiau o viață precară în fermele și motelurile abandonate din deșert ridicate la nord de Los Angeles. Fotografiile ei au capturat copiii lui Damm, adormiți în mașini, mama care aștepta la un gard școlar, tatăl dependent de droguri adormit pe un pat murdar.
Mary Ellen Mark era un membru Magnum 1977-1981. În 1988, ea și-a deschis propria agenție. Ea a publicat 18 cărți de peste patru decenii, au fost expuse în întreaga lume și a câștigat numeroase premii, inclusiv premiul "contribuție remarcabilă la fotografie" de la Organizația Mondială a Fotografiei în 2014. 
Ea a publicat 18 cărți în timpul vieții sale și fotografiile ei au apărut în New York Times, revista The New Yorker, Rolling Stone și Vanity Fair, printre alte publicații. 
Mark a murit la 25 mai 2015 , în Manhattan , în vârstă de 75 de ani , de sindromul mielodisplazic , o boală de sânge cauzată de o insuficiență  a măduvei osoase.
1. ↑  Mary Ellen Mark (în engleză), CLARA
2. 1 2  The Fine Art Archive, accesat în 1 aprilie 2021
3. 1 2  Mary Ellen Mark, Luminous-Lint, accesat în 9 octombrie 2017
4. ↑  Mary Ellen Mark, Autoritatea BnF
5. 1 2  Mary Ellen Mark, Find a Grave, accesat în 9 octombrie 2017
6. ↑  RKDartists, accesat în 23 august 2017
7. ↑  Mary Ellen Mark, Encyclopædia Britannica Online, accesat în 9 octombrie 2017
8. ↑  Union List of Artist Names, 20 iulie 2017, accesat în 25 octombrie 2018
9. ↑  Autoritatea BnF, accesat în 10 octombrie 2015